# Утакмице фудбалске репрезентације Мађарске 1940.
| Домаћин · 1940 | Гост · 1940 |

Фудбалска репрезентација Мађарске је током 1940. године одиграла осам утакмица, од којих је једна утакмица, против репрезентације Швајцарске, била такмичарска у оквиру Европског купа, док су остале утакмице биле пријатељског карактера.
Ференц Шарвари је у октобру 1939. године као репрезентативац Румуније постигао гол против репрезентације Мађарске, а 1940. години играо је у репрезентацији Мађарске и постигао је гол против репрезентације Хрватске (Хрватска бановина). Петорица из хрватског тима су у мају играли за Хрватску па у септембру за Југославијом, а онда су четворица поново играли за хрватску репрезентацију против селекције Мађарске 8. децембра. 
Савезни селектор националног тима у овом периоду је био:
- Денеш Гинзер

## Утакмице
| Мађарска                        | 3 : 0 (2 : 0) | Швајцарска |
| ------------------------------- | ------------- | ---------- |
| Шароши 25’ 63’ · Карољ Шите 32’ | Извештај      |            |

| Немачка                | 2 : 2 (2 : 2) | Мађарска                  |
| ---------------------- | ------------- | ------------------------- |
| Гаухел 3’ · Биндер 25’ | Извештај      | Толди 4’ · Шароши III 45’ |

| Мађарска  | 1 : 0 (0 : 0) | Хрватска |
| --------- | ------------- | -------- |
| Дудаш 86’ | Извештај      |          |

| Мађарска                      | 2 : 0 (0 : 0) | Румунија |
| ----------------------------- | ------------- | -------- |
| Шароши 73’ · Ласло Ђетваи 74’ | Извештај      |          |

| Мађарска | 0 : 0    | Југославија |
| -------- | -------- | ----------- |
|          | Извештај |             |

| Мађарска                             | 2 : 2 (1 : 1) | Немачка                  |
| ------------------------------------ | ------------- | ------------------------ |
| Иштван Кисели 31’ · Михаљ Кинчеш 61’ | Извештај      | Лехнер 24’ · Ханеман 58’ |

| Италија      | 1 : 1 (1 : 0) | Мађарска   |
| ------------ | ------------- | ---------- |
| Тревизан 14’ | Извештај      | Бодола 62’ |

| Хрватска | 1 : 1 (1 : 1) | Мађарска    |
| -------- | ------------- | ----------- |
| Велф 10’ | Извештај      | Шарвари 25’ |

## Играчи репрезентације
| - Ђерђ Шароши - Франциск Шпилман (Ференц Шарвари) - Геза Толди - Јанош Дудаш - Ђула Женгелер - Пал Титкош - Шандор Биро - Ђула Лазар - Маћаш Тот - Јулиу Бодола - Ласло Ђетваи |